# Taryn Woods
Taryn Woods (Sydney, 12 agosto 1975) è una pallanuotista australiana, vincitrice di una medaglia d'oro ai giochi olimpici di Sydney 2000.